# ウィーベ・カウテルト
ウィーベ・カウテルト（Wybe KUITERT、名：ウィーベ・ 姓：カウテルト）は、庭園・造園・景観・都市の研究家。設計・制作した庭園多数あり、日本庭園文化史も専門とする。日本造園学会賞。現在京都芸術大学日本庭園・歴史遺産研究センター主任研究員。元ソウル大学校環境大学院教授。旭日小綬章を受章。

## 略歴
オランダ生まれ。アムステルダム ギムナジウムの物理系卒業 (1972)。オランダ・ワーゲニンゲン農科大学大学院 (NM20) 理科・人文系の造園学修士課程修了(1982)。同大学農学博士 (1988)。
京都大学農学部造園学研究室研修生 (1983-1987)、国際日本文化研究センター客員研究員 (1990-1991)、オランダ・ライデン大学客員研究員 (1991-1995)、オランダ・ワーゲニンゲン農科大学客員研究員 (1987-1995)、京都造形芸術大学環境デザイン助教授 (1995-1998)、ベルギー・アントワープ州立カルムトハウト樹木園園長 (1998-1999)、国際造園家連盟IFLA－2008評議員 (2008)、国際日本文化研究センター外国人研究員 (2012-2013) などを歴任。

## 現在
- ソウル大学校環境大学院教授 (2009-2020)
- 京都芸術大学大学院客員教授 (1998-)
- 京都芸術大学日本庭園・歴史遺産研究センター主任研究員 (1996-)
- 外国人対象として「日本庭園インテンシブ・セミナー」主任（京都芸術大学大学院、1996-）。
- オランダ・ランドスケープ・アーキテクト国家免許 (1991-)。
- 日本造園学会正会員
- オランダ日本研究協会正会員
- オランダ庭園史協会評議会委員歴任、現在正会員
- オランダ造園連盟評議会委員歴任、現在正会員
- オーストリア都市生態研究会正会員

## 著書
主な著書、本、学術論文、など
- 「日本美とヨーロッパ庭園　–[シャラワジ]を求めて」、 『日本研究』（日文[1] 2019）
- 『日本庭園と景観、1650-1950』ペンシルバニア大学出版（英文[2] 2017）
- 「景」の貸し借りー『園冶』の「借景」、『ランドスケープ・アーキテクチャー・ジャーナル』（英文[3] 2013）
- 「ホイヘンスと日本の〔わた〕」、『Spiegel der Letteren』(蘭文[4] 2014)
- 「日本の美術・美学とヨーロッパの言説 : シャラワジの解明」（英文[5] 2013）
- 「小袖、シャラワジ、とテンプル・ホイヘンスの庭園論争」、『庭園史』（英文[6] 2013）
- 「都市地理システム」、 『ランドスケープ・アーキテクチャー・ジャーナル』（英文[7] 2013）
- 「大都会ソウルの自然」、『国際都市計画ジャーナル』 （英文[8] 2013）
- 「日本庭園の遠近法と郭煕」、『景観・庭園史ジャーナル』 （英文[9] 2013年）
- カウテル トウィーベ「<エッセイ : 小特集「これからの日文研、将来の日本研究に向けて」>文明は文字だけではない : 世界に通じる日文研へ」『日文研』第51巻、国際日本文化研究センター、2013年9月、8-16頁、CRID 1390290699821371008、doi:10.15055/00004105、ISSN 0915-0889。
- 「借景: 中国《园冶》（1634）理论与17世纪日本造园艺术实践」、『中国园林』（中国語[10] 2008）
- 「サクラの分化史および分類学的研究」、『ランドスケープ研究』 日本造園学会（日本語[11] 2007）
- 「ロンドンとハーグにおけるジャポンエゼリーの日本庭園」、『庭園史協会雑誌』 （英文[12] 2003）
- 『日本庭園―美の歴史論題』 ハワイ大学出版 （英文[13] 2002）
- 『水との変換』　国際造園家連盟IFLA （英文[14]、企画・編集2008）
- 「17世紀の庭師の東洋庭園報告」、『ジャパン・リビュー』 国際日本文化研究センター （英文[15] 1991）
- 『日本庭園―美、景、数奇の歴史論題』 ライデン大学・ジャポニカ・ネールランディカ （英文、博士論文の市販[16]　1988）
- 「文化および政治的変動による日本桜園芸史」、『植物学の進化、園芸の革新と文化変動』 ハーバード大学出版 （英文[17] 2007）
- 「日本庭園」、『西洋外科学医学史百科事典』 クルワー学術出版 （英文[18] 2005）
- 『日本の桜』 ティムバー・プレッス （英文[19] 1999）
- 「桜の万歳」、『ザ・ガーデン』 イギリス王立園芸協会 （英文[20] 1999）
- 「古代朝鮮と日本の中国庭園文化の受け入れ」、『ランドスケープ研究』 （英文[21] 1993）
- 「庭造りの心得」、「日本の風土と庭造り」、『庭づくりの心と実践』 (ランドスケープデザイン3) 角川書店 （日本語[22]・教科書1999)
- 『こけ、盆景、盆栽　－　日本のワザと秘密』 ベルギー国立植物園（仏・蘭文[23] 1989）

## 庭園
主な庭園設計・制作：
- 「国立陶芸博物館庭園」―1989、オランダ・レーワルデン
- 「ベルギー国立植物園・ヨーロッパリア日本庭園」―1989、ベルギー・ブリュッセル
- 「ライデン大学・シーボルト記念庭園」―1990、オランダ・ライデン
- 「アムステルダム市立植物園」―1993、オランダ・アムステルダム
- 「Philips財団法人日本庭園」―1993、オランダ・アムステルダム
- 「オランジェリー・日蘭交流400年記念日本庭園」―2000、オランダ・デン・ヘルダー
- 「ハーグ市・クリゲンダール日本庭園調査」― 2002、オランダ・デン・ハーグ
- 「ナムール州・自然博物館シェフトニュ・日本庭園」―2003、ベルギー・ナムール
- 「キューケンホフ・日本桜園」―2008、オランダ・リッセ
- 他個人庭園多数。

## 講演
主な講演・講義・発表：
- 「日本庭園と自然美」（日本語、石橋財団）[24]
- 「ヨーロッパ貴族と日本美 - 知られざる17世紀のジャポニスム」（日本語、国際日本文化研究センター）
- 「京の桜、隠された歴史」 （英語、イタリア東方学研究所、フランス極東学院）
- 「日本庭園の成立」、「日本庭園の熟成と国際化」（日本語、日本・埼玉大学国際教養学部）
- 「『隔蓂記』に見られる明正院御所の庭」（日本語、日本・国際日本文化研究センター共同研究会)
- 「環境を造形する、『園冶』の意味」（英語、中国・武漢大学国際会議基調講演）
- 「借景の東西」（日本語、韓国・ソウル大学校日本研究所）
- 「ソウルの土壌と持続性」（英語、中国・国際造園家連盟IFLA国際会議、蘇州）
- 「西洋における日本趣味」 国際ランドスケープ学展開論（日本語、日本・千葉大学大学院）
- 「ランドスケープと水」（英語、オランダ・ライデン大学・クルジウス講義）
- 「借景・空間を図る」（英語、フランス・パリ8大学）
- 「インテンシブ・セミナーの11年間の教育的経験」（英語、日本・京都工芸繊維大学・キュムラス国際芸術大学連盟）
- 「借景：中国『園冶』の理論と17世紀日本庭園に見られる実践」（日本語、日本・京都大学）
- 「借景：『園冶』の理論と17世紀日本庭園の実践」（英語、中国・建築学会、歴史支部）
- 「文化および政治的変動による日本桜園芸史」（英語、アメリカ合衆国・国立植物園・スミソニアン博物館）
- 「景観の連続性―西と東」（英語、日本・奈良ユネスコ・アジア文化センター）
- 「日本庭園―美、景、数奇」（英語、在ベルギー日本大使館、ブリュッセル）
- 「京：里桜の都」（日本語、日本・みやこ評判会）
- 「大自然の中」（日本語、庭園学講座、京都造形芸術大学）
- 「論争と創造」（フランス語、フランス・パリ・アルベール・カーン博物館、国際哲学研究所）
- 「バロック・ヨーロッパの日本庭園情報―ゲオルグ・マイスターの旅」（日本語、日本・国際日本文化研究センター）
- 他多数講演あり